# 翠林巴士總站

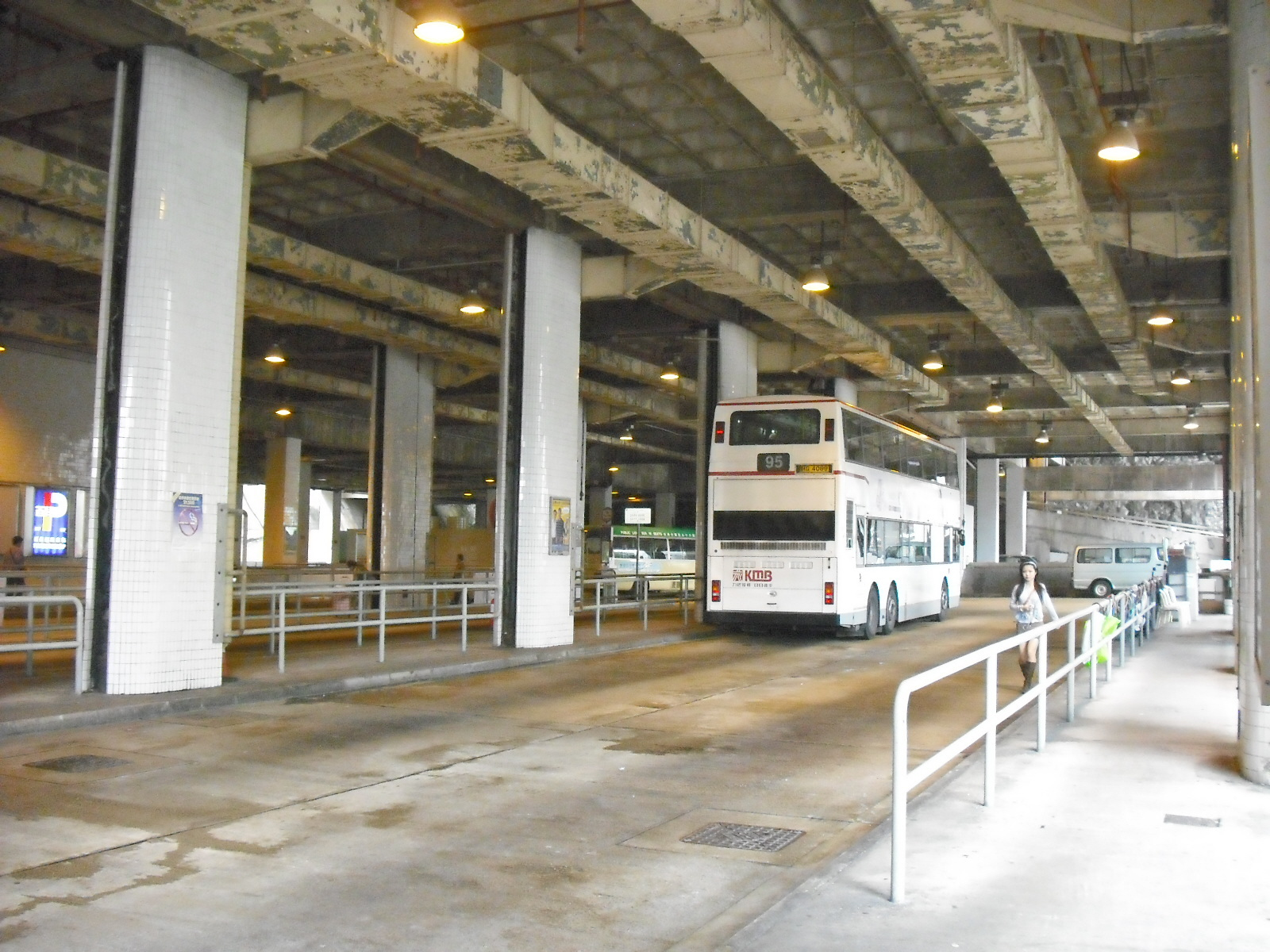
總站背面（2010年）

翠林巴士總站（英語：Tsui Lam Bus Terminus）是一個位於香港西貢區翠林邨的巴士總站。
翠林邨早在1988年入伙，但翠林商場 (現翠林新城) 卻尚未啟用，九巴95A線（今九巴95M線）和九巴95K線（今九巴95線）在最初營辦時以翠琳路近屋邨的路邊為總站，巴士總站至1989年3月19日才與翠林商場一併啟用。直至2013年4月15日，九巴93A線在星期一至五增設一班特別班次，由此站開往寶林。

## 總站路線資料（巴士）

### 九龍巴士95線
- 翠林 ↔ 九龍站

1989年1月10日開辦前路線95K，經過重組後成為路線95。現時途經康盛花園、馬游塘、寶達邨、秀茂坪邨、四順、牛池灣、新蒲崗、九龍城、旺角、油麻地及佐敦道。

### 九龍巴士95M線
- 翠林 ↔ 觀塘（雅麗道）

1988年8月26日開辦前路線95A，經過重組後成為路線95M。現時途經康盛花園、馬游塘、寶達邨、秀茂坪道、和樂邨及觀塘市中心。

## 總站路線資料（專線小巴）

### 新界區專線小巴15P線
- 翠林邨 ↺ 厚德邨

### 新界區專線小巴17線
- 翠林邨 ↔ 藍田站

### 新界區專線小巴17M線
- 翠林邨 ↔ 寶琳站

## 途經路線資料（專線小巴）

### 新界區專線小巴15線
- 康盛花園 ↔ 坑口（北）

### 新界區專線小巴15M線
- 康盛花園 ↔ 寶琳站

## 站位設計
本站採用坑位設計，共設有三條單坑，一條雙坑。

## 車坑分佈
| 車坑分佈（以入口最左邊起計） | 車坑分佈（以入口最左邊起計） | 車坑分佈（以入口最左邊起計） |
| 車坑編號                     | 車坑寬度                     | 路線                         |
| ---------------------------- | ---------------------------- | ---------------------------- |
| 1                            | 單坑                         | 專線小巴17M線                |
| 2                            | 單坑                         | 九龍巴士95M線                |
| 3                            | 雙坑                         | 九龍巴士95線                 |

## 使用狀況
巴士總站使用量很高，多數是翠林邨和景明苑的居民和大專的學生使用。

## 車坑問題
由於這總站外有一個花槽，部份居民會貪一時之快在花槽側行過，令巴士轉出時險象橫生。而最外的17小巴使用的坑位，本來是供給巴士使用，但由於由總站駛出翠琳路，需要作180度轉彎，而這個坑位的弧度不夠大，巴士無法轉出，故只供小巴使用。